# جزیره ساوت‌همپتون
جزیره ساوت‌همپتن (به انگلیسی: Southampton Island) یک جزیره در کانادا است که در نوناووت واقع شده‌است.

## خصوصیات
جزیره ساوت‌همپتن ۸۳۴ نفر جمعیت دارد و ۶۲۵ متر بالاتر از سطح دریا واقع شده‌است.

## نگارخانه

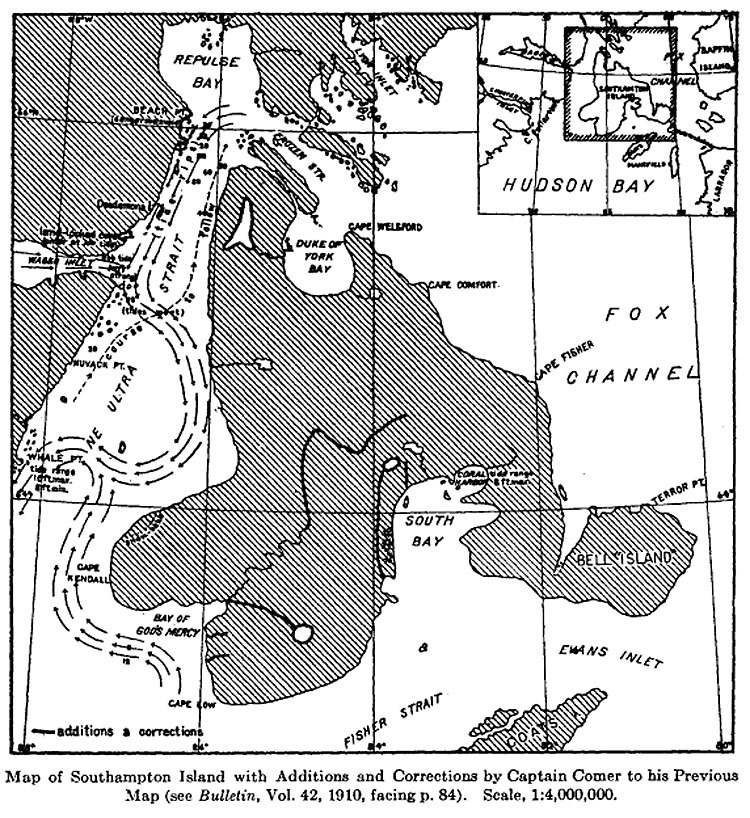
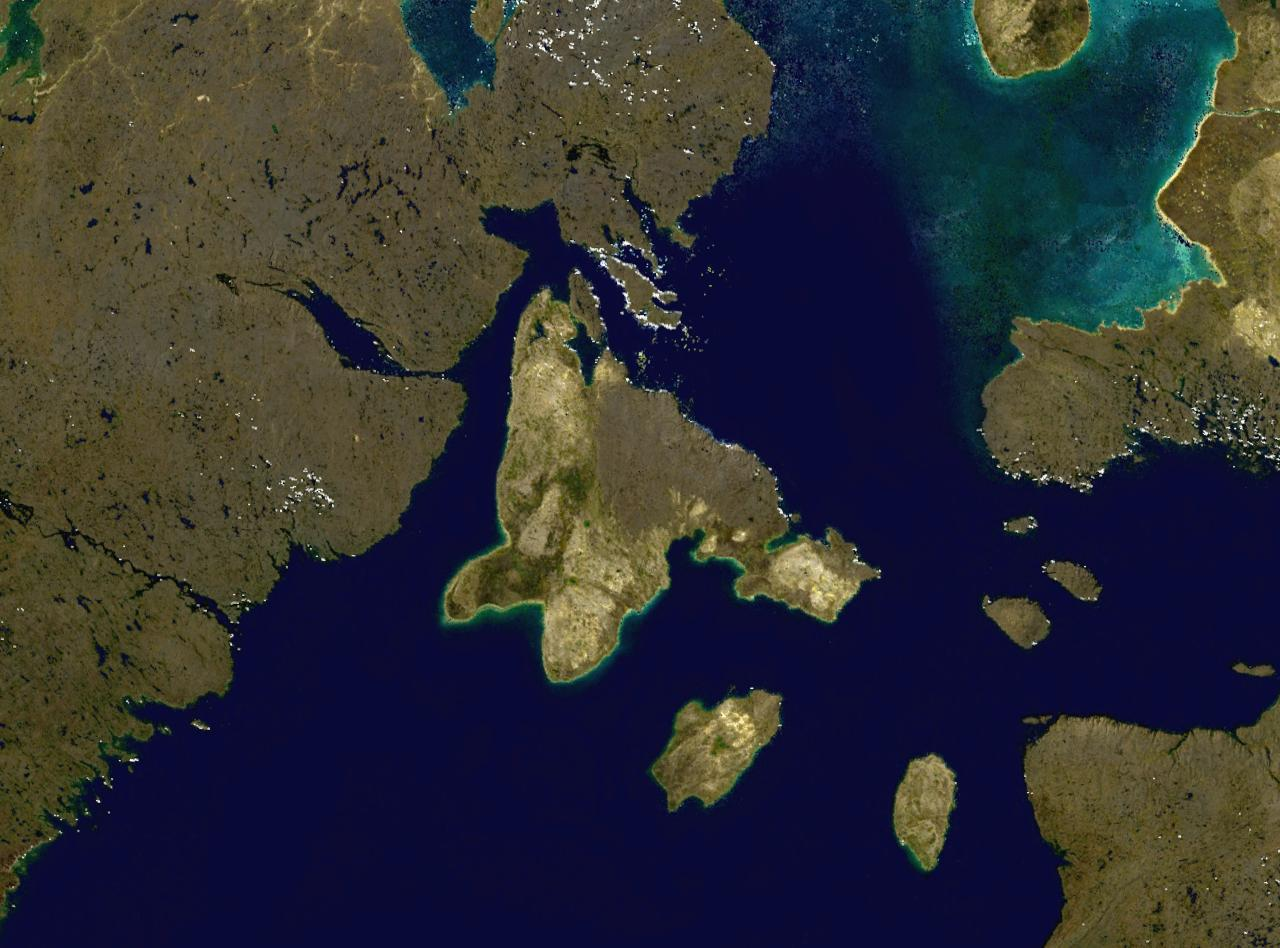